# 官惠慈
官惠慈（Koon Wai Chee, Louisa，1980年7月26日—），退役香港女子羽毛球運動員，曾代表香港參加2000年及2004年的奧運會羽毛球比賽及2002年優霸盃。

## 簡歷
官惠慈就讀東華三院關啟明小學五年級時，被學校選中參加香港羽毛球總會提供的系統培訓；兩年後，12歲的她便在全港分齡賽（十二歲組別）贏得冠軍。她之後入讀賽馬會體藝中學，並於1994年離校。
其後，官惠慈為香港羽毛球代表隊中的主力，並曾代表香港贏得2002年釜山亞運女子團體銅牌及尤伯杯季軍。
2009年12月，官惠慈代表香港出戰東亞運動會，參加羽毛球比賽的女子團體項目，奪得銅牌。

## 主要比賽成績
只列出曾進入準決賽的國際賽事成績：
| 年份   | 賽事             | 項目     | 搭檔   | 成績   |
| ------ | ---------------- | -------- | ------ | ------ |
| 2001年 | 香港羽毛球公開賽 | 女子單打 | －     | 準決賽 |
| 2001年 | 香港羽毛球公開賽 | 混合雙打 | 廖國華 | 準決賽 |
| 2003年 | 亞洲羽毛球錦標賽 | 混合雙打 | 廖國華 | 季軍   |
| 2007年 | 越南羽毛球大獎賽 | 女子雙打 | 周凱華 | 亞軍   |

### 奧運會和世錦賽參賽紀錄
|          | 搭檔   | 2000 | 2001 | 2003 | 2004 | 2005 | 2006 | 2007 | 2008 | 2009 |
| -------- | ------ | ---- | ---- | ---- | ---- | ---- | ---- | ---- | ---- | ---- |
| 女子單打 | －     | 32強 | 64強 | 32強 | －   | －   | －   | －   | －   | －   |
|          |        |      |      |      |      |      |      |      |      |      |
| 女子雙打 | 李詠梅 | －   | －   | －   | 32強 | 32強 | －   | －   | －   | －   |
|          |        |      |      |      |      |      |      |      |      |      |
| 混合雙打 | 廖國華 | －   | －   | －   | －   | 64強 | －   | －   | －   | －   |
| 混合雙打 | 陳偉豪 | －   | －   | －   | －   | －   | －   | 32強 | －   | －   |
| 混合雙打 | 王偉康 | －   | －   | －   | －   | －   | －   | －   | －   | 32強 |